# М. Агеев
М. Агеев (настоящее имя Марк Ла́заревич Ле́ви, в различные периоды своей жизни использовал также отчества Леонтьевич и Людвигович; 27 июля (8 августа) 1898, Москва — 5 августа 1973, Ереван) — русский писатель, филолог-германист, переводчик, советский внешнеторговый деятель. Известен главным образом как автор «Романа с кокаином» (1934).

## Биография
Марк Лазаревич Леви родился в еврейской купеческой первой гильдии семье. Его отец Лазарь (Людвиг) Абрамович Леви (Лазер Абрагам Леви; ок. 1843—1905) владел фирмой кожевенных товаров. Семья жила в доме Рябушинского в Большом Харитоньевском переулке, затем на Петровском бульваре в доме наследников Малюшина. После смерти отца в 1905 году семья разорилась, некоторое время жила на иждивении служившего счетоводом в Промбанке старшего сына Александра.
В 1908—1916 годах учился в московской частной гимназии Рихарда Креймана, жил с матерью Цецилией Мироновной Леви (в девичестве Лев, 1858—1933) в доме Пенкиной на Большой Никитской улице и на Цветном бульваре, № 22 (строение 5, кв. 33). В 1916 году поступил на юридический факультет Московского университета, откуда ушёл с третьего курса в 1918 году.
Поступил в качестве инспектора транспортно-мобилизационного отдела в ВСНХ. Был командирован в поезд особоуполномоченного Совета Труда и Обороны Южного фронта М. К. Владимирова. Во время Гражданской войны получил контузию.
С 1923 года работал переводчиком акционерного торгового общества АРКОС. В 1924 году выехал в Германию по советскому загранпаспорту, служил в меховой фирме «Эйтингон Шильд». Сменил советское гражданство на парагвайское.
В 1928 году окончил филологическое отделение Лейпцигского университета и до 1931 года преподавал иностранные языки в школе «Берлиц». Затем переехал в Париж, где в 1933—1934 годах работал в местном филиале той же школы. В начале 1930-х годов в Стамбуле познакомился с поэтессой Лидией Червинской, с которой состоял в романтических отношениях. Работал в стамбульском книжном магазине «Hachette».
Под псевдонимом М. Агеев опубликовал «Роман с кокаином» в парижском еженедельнике «Иллюстрированная жизнь» (1934, № 1—17; 15 марта — 5 июля). Известен также рассказ М. Агеева «Паршивый народ» («Встречи», 1934, № 4). Кто скрывался под псевдонимом «М. Агеев», окончательно установили М. Сорокина и Г. Суперфин в 1994 году.
До 1939 года преподавал иностранные языки турецким экстернам в Лозаннском университете. С началом Второй мировой войны бежал на свободный от оккупации юг Франции, в Марсель, а оттуда пароходом переправился в Стамбул.
В июле 1942 года был выслан турецкими властями из Стамбула в СССР как советский подданный. Поселился в Ереване, преподавал немецкий язык и литературу в Ереванском государственном педагогическом институте иностранных языков, на романо-германском отделении филологического факультета Ереванского университета, а также в Институте языка Академии наук Армении. Женился на армянке А. Г. Мкртумян. Был известен под именем Марк Леонтьевич Левин. От литературы отошёл.
Умер в Ереване 5 августа 1973 года, не дожив три дня до своего 75-летия.